# Vrkoč (národní přírodní památka)
Vrkoč je národní přírodní památka v okrajové části krajského města Ústí nad Labem, v katastrálním území Vaňov. Hlavním předmětem ochrany je geologický útvar se sloupcovitou odlučností olivinického čediče, tvarovaného do podoby obráceného vějíře.
Území je chráněno od 10. června 1966. Jelikož se NPP Vrkoč nachází nedaleko centra města Ústí nad Labem, je častým cílem mnoha turistů. Vede k ní naučná stezka Větruše – Vrkoč dlouhá přibližně 4 km s celkem devíti zastávkami s informačními panely o botanice, zoologii, ekologii, geologii a historii.

## Lokalita

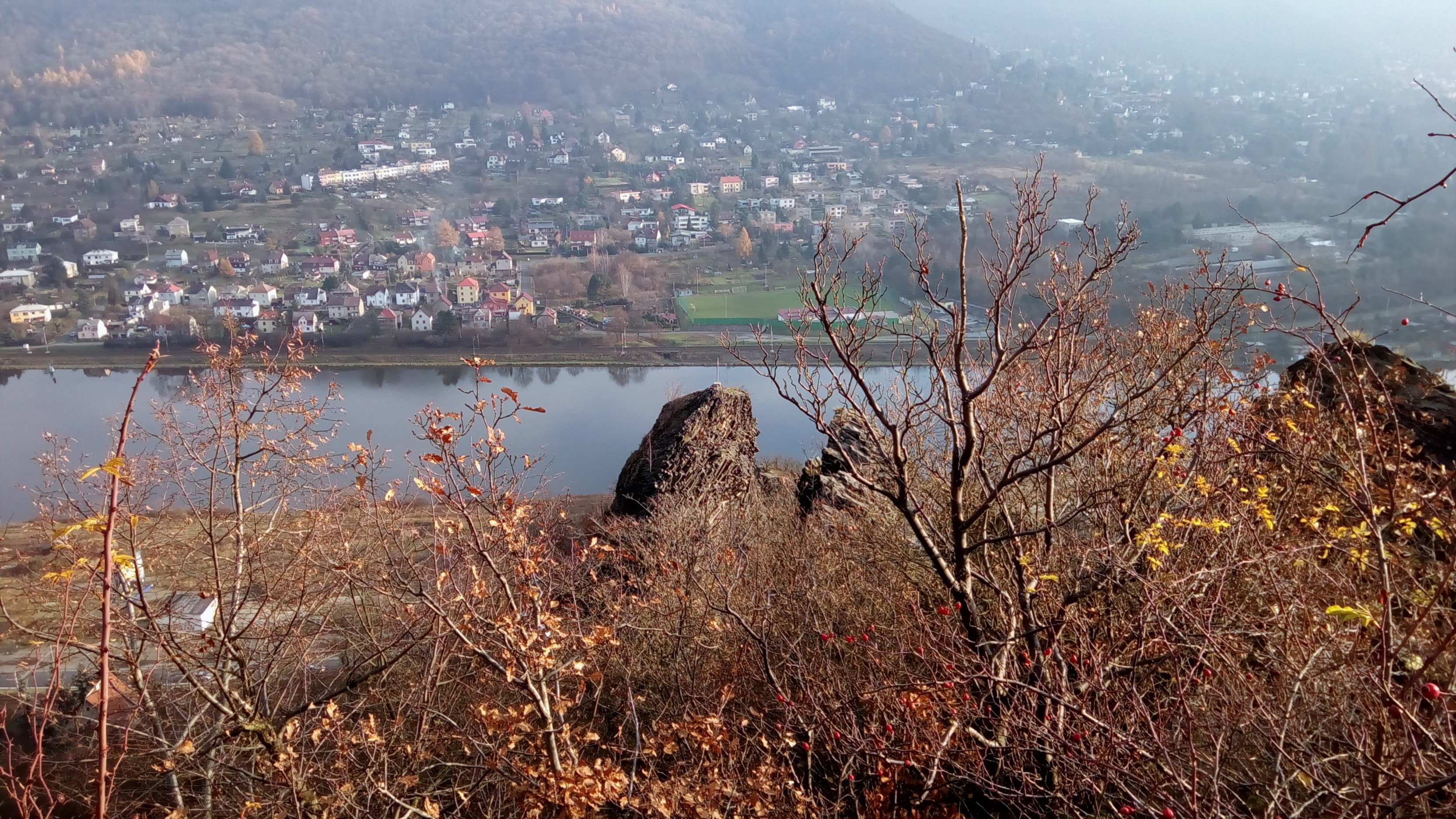
Pohled z vyhlídky na Vrkoč

NPP Vrkoč se nachází v katastrálním území Vaňov, 3,5 km jižně od centra krajského města Ústí nad Labem. Území má výměru 2,61 ha a leží v nadmořské výšce 146 až 240 m. Skalní útvar Vrkoč vybíhá ze svahu labského údolí na levém břehu řeky Labe. V těsné blízkosti národní přírodní památky vede železnice z Ústí do Prahy, která území odděluje od hlavní silnice spojující město Ústí nad Labem s Lovosicemi. Celé území je součástí CHKO České středohoří.

## Historie
K odkrytí do podoby, v jaké se dnes skalní masiv Vrkoče nachází, došlo v průběhu 19. století. K odtěžení několika skalních bloků došlo v rámci stavebních prací prováděných na dráze Praha- Drážďany v roce 1850. Původní rozsah bazaltové žíly byl až k řece Labi, ale značná část byla odtěžena z důvodu budování nové železniční trati. Postupnou těžbou kamene tak došlo k odkryvu čela čedičové žíly s geologickým útvarem. Vytěžený kámen byl použit například pro vydláždění ústeckého Mírového náměstí.
O zachování skály a ukončení těžby se zasloužil významný geolog a petrograf prof. J. E. Hibsch z Homole u Panny, spolu s železničním stavitelem Ing. Aloisem Negrellim. Díky úsilí J. E. Hibsche, který se mimo jiné zasloužil i o záchranu lokalit Panská skála či Komorní hůrka, nebyla žádná další těžařská činnost na území prováděna.
Prvním právním předpisem o ochraně přírody bylo vyhlášení chráněného přírodního výtvoru Vrkoč ze dne 10. června 1966. Od doby vyhlášení až do roku 1994 bylo negativním rysem expanzivní šíření náletových dřevin, především trnovníku akátu (Robinia pseudoacacia), v porostu okolo skalních stěn. V roce 1994 proběhlo jeho odstranění.
Svou vlastní novodobou historii má kříž nacházející se na vrcholu skalního hřbetu. Kovový kříž byl na tomto místě vztyčen 14. 10. 2007 a to na místě, kde údajně kdysi stál kříž dřevěný. Neexistuje žádná dokumentární zmínka o existenci takového kříže. Podle výpovědi místních starousedlíků se na tomto místě dřevěný kříž nacházel přibližně do roku 1952 a měl připomínat smrtelnou nehodu jistého chlapce.

## Přírodní poměry

### Geologie
NPP Vrkoč je součástí neovulkanické formace Českého masivu. Výskyt sloupcovité odlučnosti je spojen s místy výstupu neovulkanitů- tj. především různých druhů čedičů, andezitů, trachytů, fonolitů (znělců) apod.

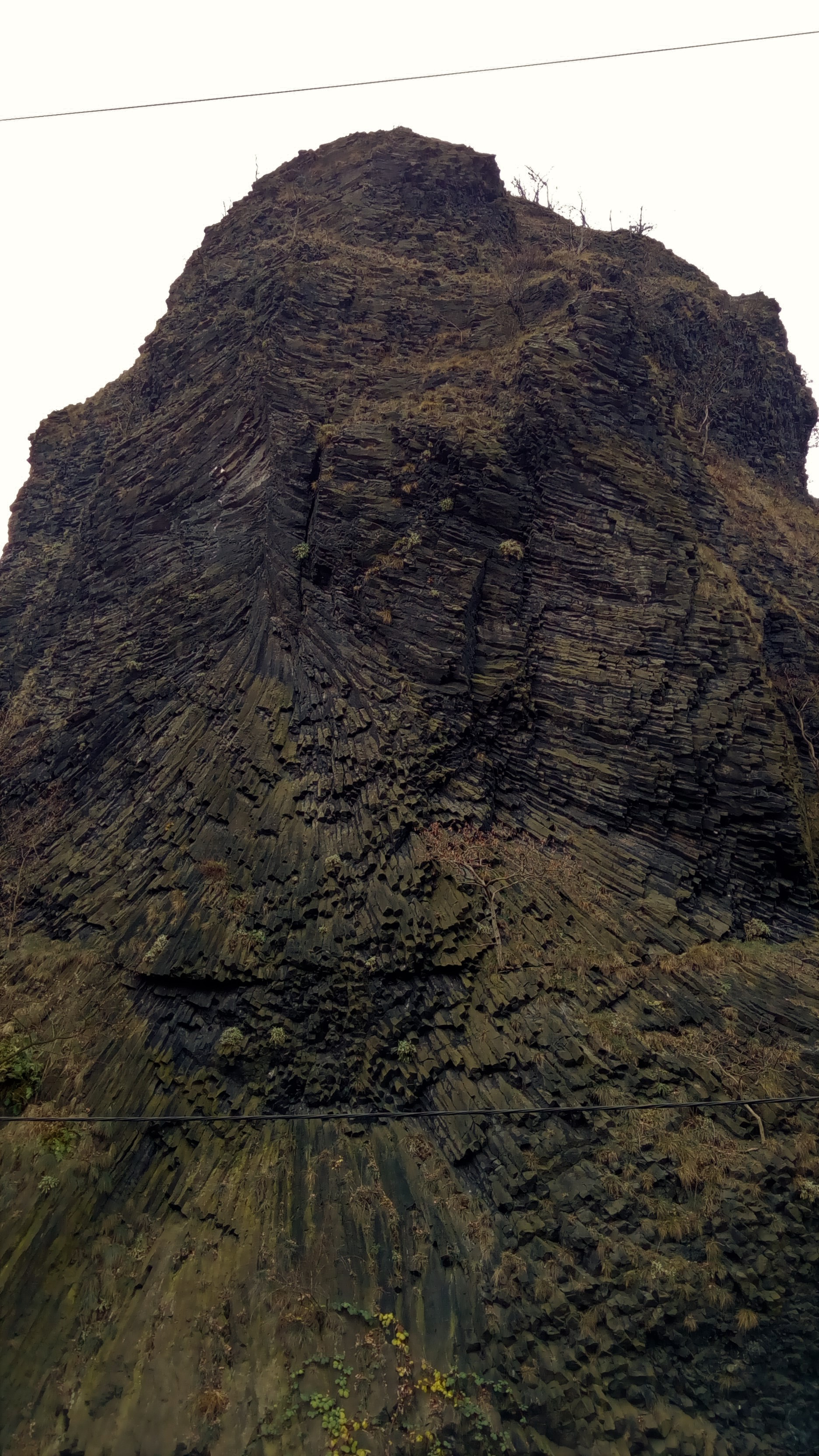
Vějířovitě uspořádaná sloupcovitá odlučnost

Čelo skalnatého masivu Vrkoče je z části tvořeno santonskými pískovci, které byly v období miocénu proraženy čedičovým magmatem. Následné rozlití lávy po povrchu pískovců vedlo ke vzniku příkrovů a tuhnutím uvnitř pískovcových vrstev vznikaly pně a žíly. Tuhnoucí hornina rozpukala na sloupky, orientované kolmo k ploše tuhnutí. V případě Vrkoče došlo k utuhnutí tělesa uvnitř souvrství pískovců do podoby mohutné žíly, která postupným působením tlaku z několika stran a následným chladnutím získala podobu pěti- až šestibokých sloupků. Sloupky jsou tvořeny olivinickým čedičem, přesněji řečeno nefelinickým bazanitem, o průměru až 20 cm a jsou vějířovitě uspořádané. K jejich odkrytí došlo působením eroze, která odplavila okolní málo odolné křídové slínovce a pískovce. Spodní část čela žíly byla odkryta při již zmíněném budování železniční trati.
O sopečném původu skalního masívu vypovídá jemnozrnná základní hmota čediče, jenž obsahuje vyrostlice olivínu a pyroxenu a místy dutinky s bílými zeolity.
Viditelným pozůstatkem čedičového příkrovu v této lokalitě je skalní stěna Vaňovského vodopádu na Podlešínském potoce, nacházejícího se přibližně 500 m západně od NPP Vrkoč. Jeho skalní stěna je tvořena svislými souběžnými čedičovými sloupy o průměru jeden až dva metry, které v okolí vodopádu místy dosahují výšky až čtyřicet metrů. Výška samotného vodopádu je dvanáct metrů, díky čemuž je nejvyšším vodopádem Českého středohoří.

### Flóra
Oblast chráněného území je zčásti tvořená dubovým porostem s příměsí lípy a javoru, což jsou druhy běžně se vyskytující v suťových lesích. Lesní typy tu jsou v podobě zakrslé doubravy lipnicové (1Z8), která na bázi přechází lipovou javořinu s pitulníkem (3J3) a javorobukovou doubravu bažankovou (2A1). Při jihovýchodním okraji lokality převažuje akát, v severním okraji smrk, modřín a akát. Na skalních výchozech můžeme spatřit tařici skalní (Aurinia saxatilis) patřící mezi ohrožené druhy.
V roce 2007 se na tomto území podařilo po padesáti letech nalézt lomikámen trsnatý vlnatý (Saxifraga rosacea subsp. steinmannii), který je řazen mezi druhy silně ohrožené. V Českém středohoří byl již dávno považován za vyhynulý. V dnešní době je hodnocen jako endemit České republiky s výskytem, mimo oblast Vrkoče, pouze v malém areálu údolí Jizery u Semil.

### Fauna
Na území byly prováděny zoologické průzkumy zaměřené na skupiny motýlů, fytofágních brouků a letounů. Z fytofágních brouků zde byl nalezen nosatčík (Eutrichapion facetum) a dva druhy nosatce (Orchestes subfasciatus, Sirocalodes quercicola), kteří podle Červeného seznamu bezobratlých ČR patří do skupiny téměř ohrožených druhů. Stabilní výskyt zde mají netopýr velký (Myotis myotis), vrápenec malý (Rhinolophus hipposideros) a dalších 8 druhů netopýrů (Microchiroptera).
V okolí Podlešínského potoka byl doložen výskyt mloka skvrnitého (Salamandra salamandra) a prokázané je také hnízdění poštolky obecné (Falco tinnunculus).

## Ochrana přírody
Hlavním předmětem ochrany je geologický útvar s jedinečnou ukázkou sloupcovité odlučnosti olivinického čediče, tvarovaného do obráceného vějíře. Dlouhodobým cílem je zachování tohoto geologického fenoménu.

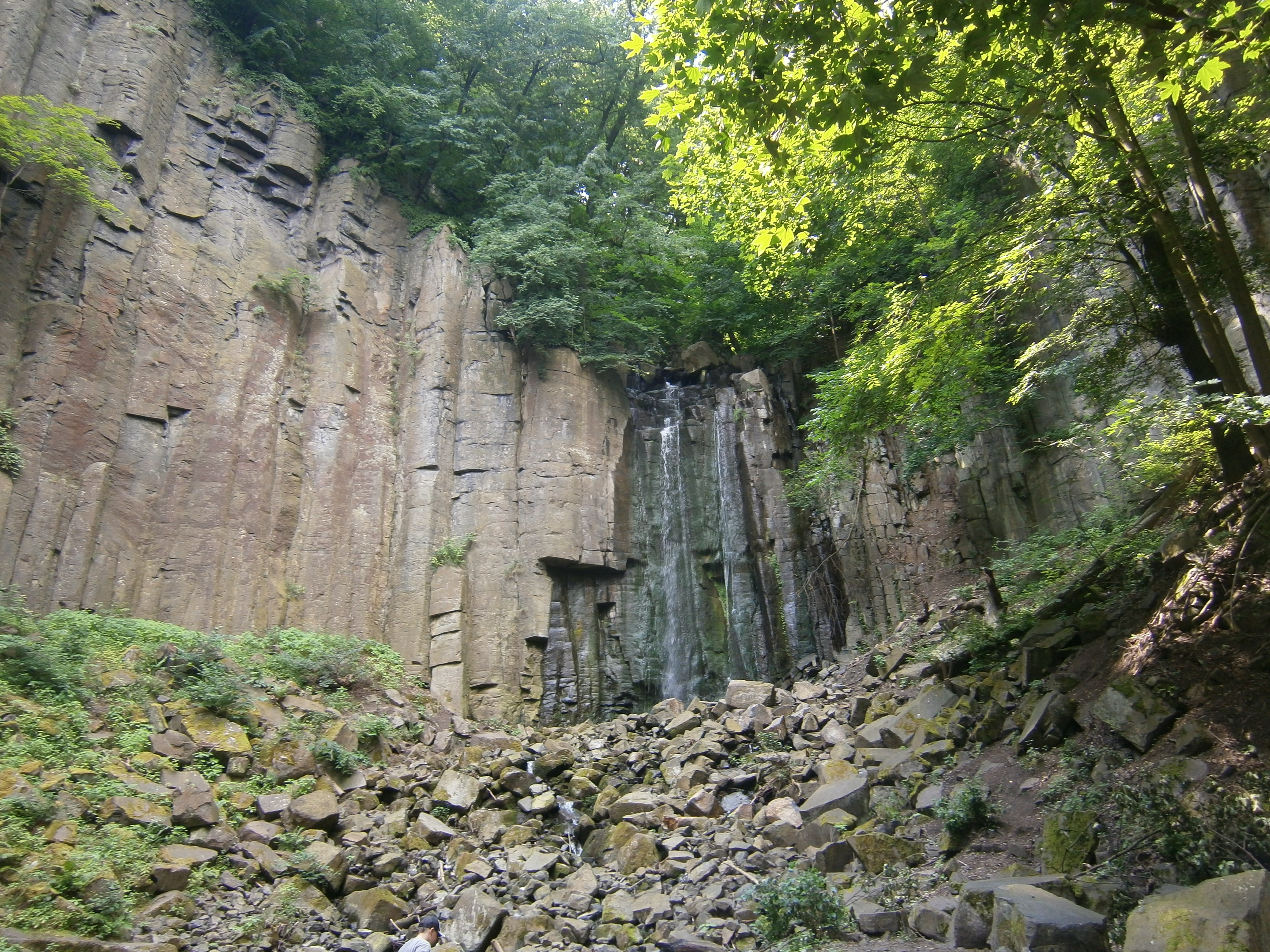
Vaňovský vodopád

Významným negativním rysem z hlediska ochrany je expanzivní šíření náletových dřevin, především trnovníku akátu. V roce 1994 na území proběhlo jeho odstraňování za spolupráce Správy CHKO České středohoří a Statutárního města Ústí nad Labem. Zásahem došlo ke zlepšení pohledové expozice na samotný geologický útvar a k posílení populace tařice skalní ve spodních částech skal, v důsledku lepšího přístupu světla. Od roku 1994 na území neproběhl žádný výraznější managementový zásah.
Podle plánu péče, schváleného na období 2016-2026, by se na území mělo konat občasné periodické odstraňování dřevin (zejména trnovníku akátu) z vyšších pater skalních říms. V případě potřeby by mělo proběhnout také odstranění travního drnu z čedičových sloupků. Tím by mělo dojít především k uvolnění prostor, oslunění a zlepšení podmínek pro kvetení a generativní množení tařice skalní. Dle aktuálního stavu potřeby je zásah naplánován do intervalu 1krát za 7 let a to na ploše cca 0,3 ha.
Součástí plánu péče je také zmínka o plánovaném rozšíření území a to o další geologický fenomén, který představují kaskády Vaňovského vodopádu se skalním amfiteátrem čedičových sloupů. Důvodem rozšíření je spojení dvou blízkých a na sebe navazujících geologicko-geomorfologických fenoménů. Celková rozloha nově vzniklé NPP by představovala přibližně 12 ha.

## Turismus

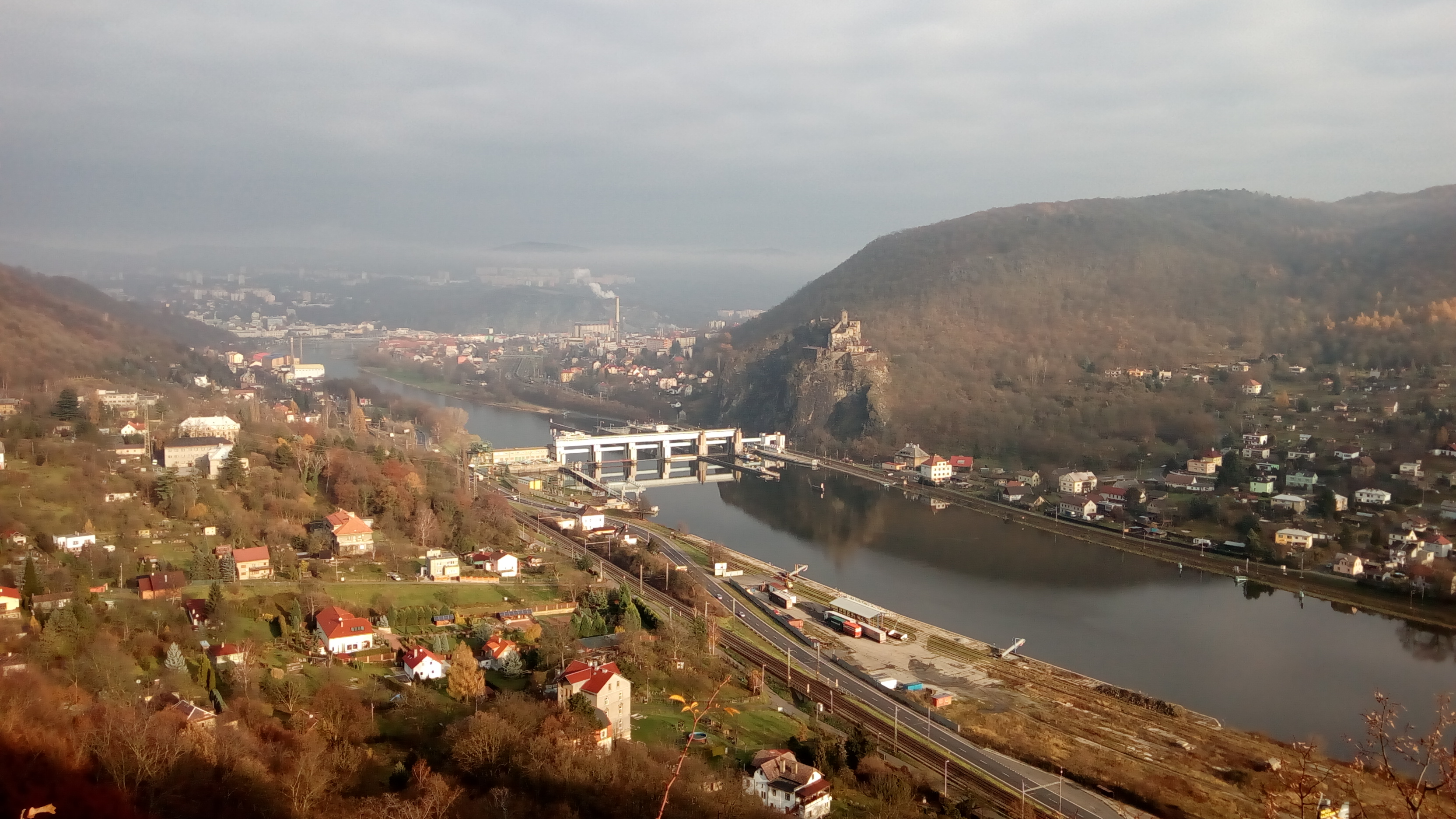
Pohled z vyhlídky na hrad Střekov, Masarykova zdymadla a Vaňov

K NPP Vrkoč vede zelená turistická trasa tvořená naučnou stezkou Větruše- Vrkoč. Přibližně 4 km dlouhá stezka, kdysi pojmenovaná jako Juliova, má svou dlouholetou historii. Byla vybudována téměř před sto lety ústeckým Horským spolkem, za pomoci vojáků, kteří zde pobývali v rámci vojenského cvičení. Tuto skutečnost připomíná kámen s vytesaným nápisem z 19. 3. 1916 zabudovaný do opěrné zdi v odbočce od Vaňovského vodopádu k vyhlídce na Vrkoči.
Druhou možností, jak se k Vrkoči dostat, je dojet autem případně autobusem do ústecké čtvrti Vaňov, přímo ke skalnímu masivu. Zaparkovat se dá na malém parkovišti přímo u skalního masívu nebo v přilehlé ulici Čajkovského. Tou přichází zeleně značená turistická trasa, která obchází patu Vrkoče a podél Podlešínského potoka stoupá vzhůru k Vaňovskému vodopádu.
Výlet do NPP Vrkoč lze také spojit s návštěvou hradu Střekov, ležícím na druhém břehu řeky Labe. 